# Christiane Lesch
Christiane Lesch (geb. 1940 in Kiel) ist eine deutsche Illustratorin und Malerin, die vor allem durch ihre Kinderbuchillustrationen bekannt geworden ist.

## Leben und Wirken
Lesch wuchs in Kiel und Erlangen auf. Nach dem Abitur studierte sie von 1959 bis 1963 Grafikdesign in Nürnberg. Nach der Familiengründung und der Zeit der Betreuung ihrer drei Kinder begann sie 1975 erste Buchillustrationen und Kinderbücher zu veröffentlichen. Hinzu kamen seit 1985 druckgrafische Arbeiten sowie freie Malerei. Ihre Öl- und Acrylbilder sind nicht-gegenständlich und – so die Malerin selbst, nicht aus der Vorstellung heraus entstanden „um die äußere Welt zu spiegeln oder seelische Vorgänge zu projizieren.“ Vielmehr lasse sie Formen, Räumen, Harmonien und Kontraste aus dem Spiel der Farben heraus entstehen. Bildtitel wie „Aus dem Überfluss“, „Verschiebung der Horizonte“ oder „Kristallines Gespräch“ sollen dem Betrachter einen Impuls zur Auseinandersetzung mit dem Bild geben. Weitere Werkformen wie Druckgrafiken und Radierungen haben teilweise auch gegenständlichere Motive.
Lesch wurde als Künstlerin von der Galerie Königsblau, Stuttgart bis zu deren Schließung im Jahr 2009, vertreten. Ihre Buchillustrationen sind vorwiegend im Verlag Freies Geistesleben erschienen. Sie lebt in Stuttgart.

## Veröffentlichungen (Auswahl)
- Jakob Streit (Erzähler), Christiane Lesch (Illustratorin): Tatatucks Reise zum Kristallberg: Eine Geschichte von Zwergen und Kobolden. Verlag Freies Geistesleben & Urachhaus, Stuttgart 2018, ISBN 978-3-7725-0811-0.
- Jakob Streit (Erzähler), Christiane Lesch (Illustratorin): Die Zauberflöte: Ein Bilderbuch nach Mozarts Oper. Verlag Freies Geistesleben & Urachhaus, Stuttgart 2017 (10. Auflage), ISBN 978-3-7725-1114-1.
- Émile Souvestre (Autor), Christiane Lesch (Illustratorin): Peronnik: Ein bretonisches Gralsmärchen. Verlag Freies Geistesleben & Urachhaus, Stuttgart 2000 (3. Auflage), ISBN 978-3-7725-0812-7.
- Das blaue Licht: Ein Märchen der Brüder Grimm. Illustriert von Christiane Lesch. Verlag Freies Geistesleben & Urachhaus, Stuttgart 1997, ISBN 978-3-7725-1676-4.
- Von dem Machandelboom: Ein niederdeutsches Märchen aus den Kinder- und Hausmärchen der Brüder Grimm. Aufgeschrieben von Philipp Otto Runge, illustriert von Christiane Lesch. Verlag Freies Geistesleben & Urachhaus, Stuttgart 1996, ISBN 978-3-7725-1570-5.
- Owen Barfield (Autor); Christiane Lesch (Illustratorin): Das Kind und der Riese. Eine orphische Erzählung. Verlag Freies Geistesleben & Urachhaus, Stuttgart 1991, ISBN 978-3-7725-1093-9.
- Der verzauberte Eber: Ein rumänisches Märchen nach Ispirescu. Illustriert von Christiane Lesch. Verlag Freies Geistesleben & Urachhaus, Stuttgart 1986, ISBN 3-772-50870-7.
- Iwan Kuhsohn: ein russisches Märchen, illustriert von Christiane Lesch. Verlag Freies Geistesleben & Urachhaus, Stuttgart 1981, ISBN 3-772-50751-4.